# Carlos II, Duque de Orleães
Carlos da França, também conhecido como Carlos II, Duque de Orleães (em francês: Charles de France; Saint-Germain-en-Laye, 22 de janeiro de 1522 - Forest-Montiers, 9 de setembro de 1545), foi o terceiro filho de Francisco I e Cláudia da França.

## Início de Vida
Desde o nascimento até a morte de seu irmão mais velho, Francisco, Delfim da França (filho mais velho de Francisco I), em 1536, Carlos era conhecido como o Duque de Angoulême. Após a morte de seu irmão, ele se tornou Duque de Orleães, um título anteriormente detido por seu irmão sobrevivente Henrique, que havia sucedido Francisco como Delfim e mais tarde se tornaria rei da França como Henrique II.
Segundo todos os relatos, ele era o mais bonito dos filhos de Francisco I. A varíola o deixou cego de um olho, mas parece que não era perceptível. Ele era conhecido por suas loucuras, suas piadas práticas e sua extravagância e frivolidade, que seu pai aprovou de todo o coração. Ele era, de longe, o filho favorito de seu pai. Além disso, ele era popular entre todos na corte de seu pai, e acreditava-se amplamente que a nobreza francesa da época preferia tê-lo como o Delfim, em oposição a seu irmão abatido, Henrique, que nunca parecia se recuperar de seus anos de cativeiro na Espanha.
Em 1540, ele recebeu o título de Conde de Clermont.
Em 1542, Francisco I e Carlos I de Espanha, novamente entraram em guerra um contra o outro. Carlos lutou e capturou Luxemburgo, mas, com medo de perder a glória de Perpignan, sitiada pelo Delfim Henrique, seguiu para o sul. O Luxemburgo foi perdido e retomado várias vezes durante a guerra.

## Arranjos de Casamentos
Em 19 de setembro de 1544, o Tratado de Crépy foi assinado. Carlos teve a opção de se casar com um dos dois parentes do imperador:
Uma opção era a infanta Maria da Espanha, filha do imperador Carlos I e Isabel de Portugal, com os Países Baixos ou os Países Baixos de Franco-Condado como seu dote.
A outra opção era a arquiduquesa Ana da Áustria, filha de Fernando I do Sacro Império Romano-Germânico e Ana da Boêmia e Hungria. Ela era sobrinha de Carlos I através do pai e receberia Milão como seu dote. Como pai do noivo, Francisco I era esperado pelo Tratado dotar seu filho com Angoulême, Châtellerault, Bourbon e Orleães.
A Paz de Crépy ofendeu profundamente o irmão mais velho de Carlos, Delfim Henrique, e sua esposa, Catarina de Médici. De qualquer forma, Henrique considerou o Milão o seu direito de primogenitura, como herdeiro de Valentina Visconti. Mais importante, seu irmão Carlos se tornaria tão poderoso quanto um monarca por esse assentamento e seria apoiado pelo imperador, dividindo os interesses franceses e criando um pesadelo estratégico. Muitos historiadores acreditam que isso é exatamente o que Carlos I, na esperança de usar Carlos da França como adversário contra Henrique, tinha em mente.

## Morte
A rivalidade entre Carlos e seu irmão, o Delfim Henrique, era potencialmente perigosa. No entanto, resolveu-se com a morte de Carlos. No outono de 1545, Carlos estava a caminho (com seu irmão, o Delfim) para Boulogne, que estava sitiada. Em 6 de setembro, eles encontraram um conjunto de casas que haviam sido esvaziadas e seladas "da praga" - provavelmente uma forma de gripe. Afirmando que "nenhum filho de um rei da França morreu de peste", Carlos entrou em algumas das casas infectadas com seu irmão. Rindo, ele cortou a cama com a espada e começou uma briga de travesseiro com alguns de seus companheiros de viagem. Também foram contadas histórias sobre ele (em um desafio) deitado em uma das camas infectadas e rolando na cama. Mais tarde naquela noite, depois de jantar com o pai e o irmão, adoeceu repentinamente, sofrendo de dor, febre alta, vômito e tremor nos membros. Seu irmão correu para seu quarto imediatamente, mas foi impedido de entrar, sendo fisicamente contido em três ocasiões.
Carlos morreu em 9 de setembro de 1545. Alguns pensaram que ele havia sido envenenado, mas a maioria concordou que foi a "praga" que o matou. Ele está enterrado ao lado de seu pai, Francisco I e seu irmão, o Delfim Francisco, na Basílica de Saint-Denis.
No momento de sua morte, ele possuía os ducados de Angoulême, Bourbon e Châtellerault.

## Anotações
- Carlos era conhecido por suas travessuras selvagens. As histórias dizem que, uma vez que ele pulou atrás de Carlos I de Espanha, e o inimigo jurado de seu pai e gritou: "Você é meu prisioneiro". Aparentemente, Carlos I instigou seu cavalo a galopar freneticamente sem olhar para trás. Seu irmão, Henrique, ficou encantado com o susto que seu irmão deu ao imperador.
- A Guarda Suíça de seu pai o apelidou de "Abednago".